# Dąbrowa (powiat malborski)
Dąbrowa (niem. Damerau) – wieś w Polsce położona w województwie pomorskim, w powiecie malborskim, w gminie Lichnowy na obszarze Wielkich Żuław Malborskich.
W latach 1975–1998 miejscowość należała administracyjnie do województwa elbląskiego.
Do dziś nie zachowała się zabudowa dużego folwarku. Nie istnieje też dawny cmentarz ewangelicki. 